# Урал (Кармаскалинський район)
Ура́л (рос. Урал, башк. Урал) — присілок у складі Кармаскалинського району Башкортостану, Росія. Входить до складу Карламанської сільської ради.
Населення — 325 осіб (2010; 272 в 2002).
Національний склад:
- татари — 61 %